# Emléktáblák Budapest XVII. kerületében
Budapest XVII. kerülete szócikkhez kapcsolódó képgaléria, mely helyi, országos vagy nemzetközi hírű személyekkel, valamint épületekkel, műtárgyakkal, helynevekkel és eseményekkel összefüggő emléktáblákat tartalmaz.

## Galéria

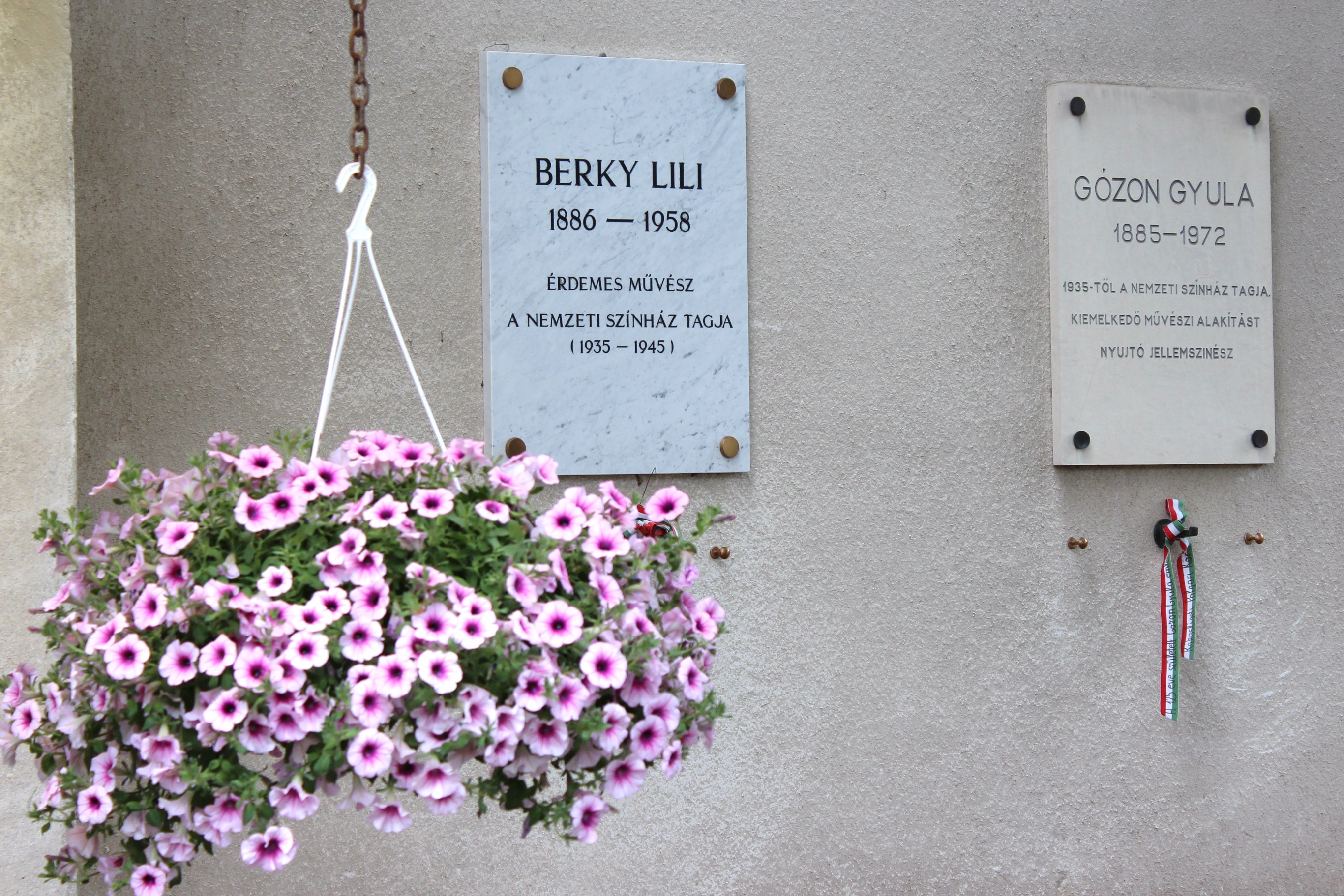
Berky Lili Liget sor 40.
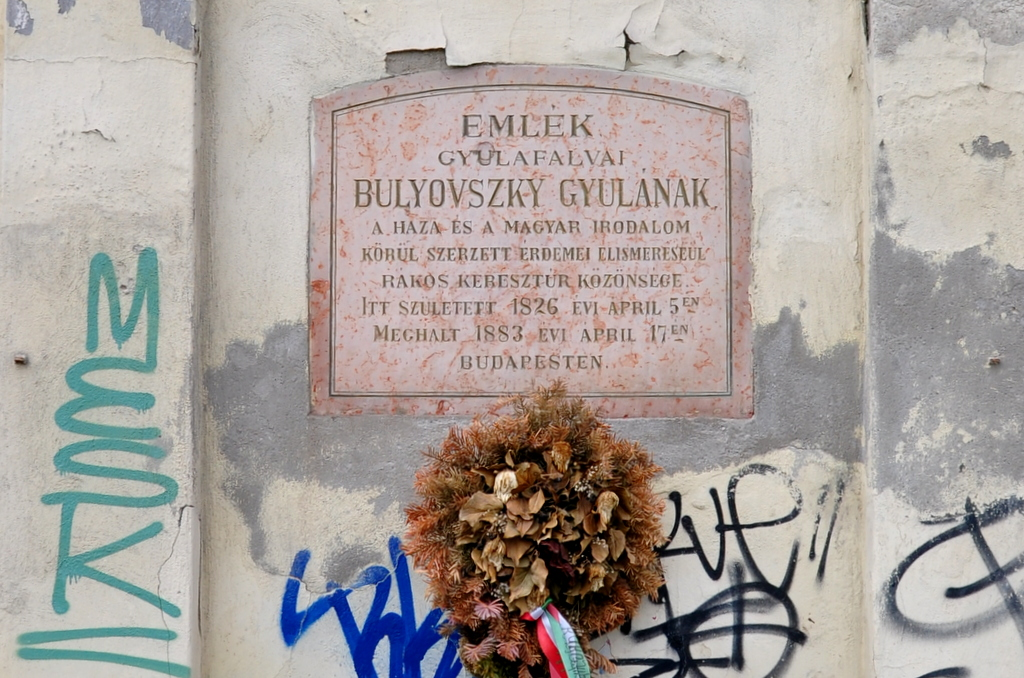
Bulyovszky Gyula Pesti út 107.
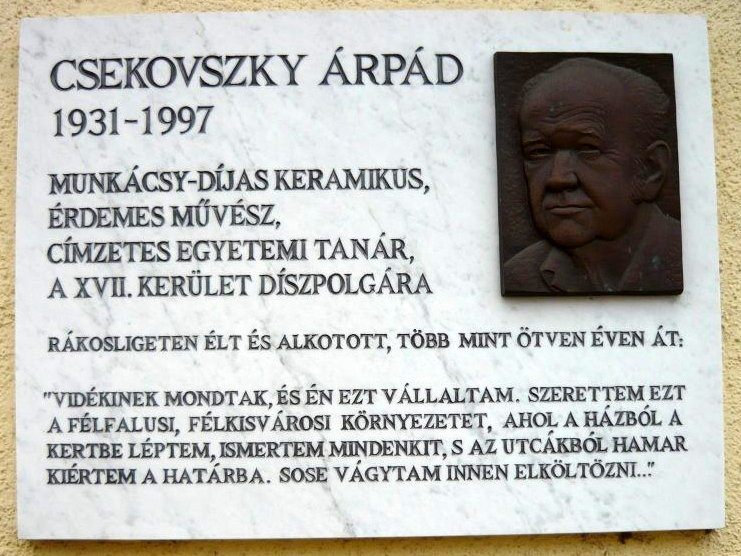
Csekovszky Árpád Hősök tere 9.
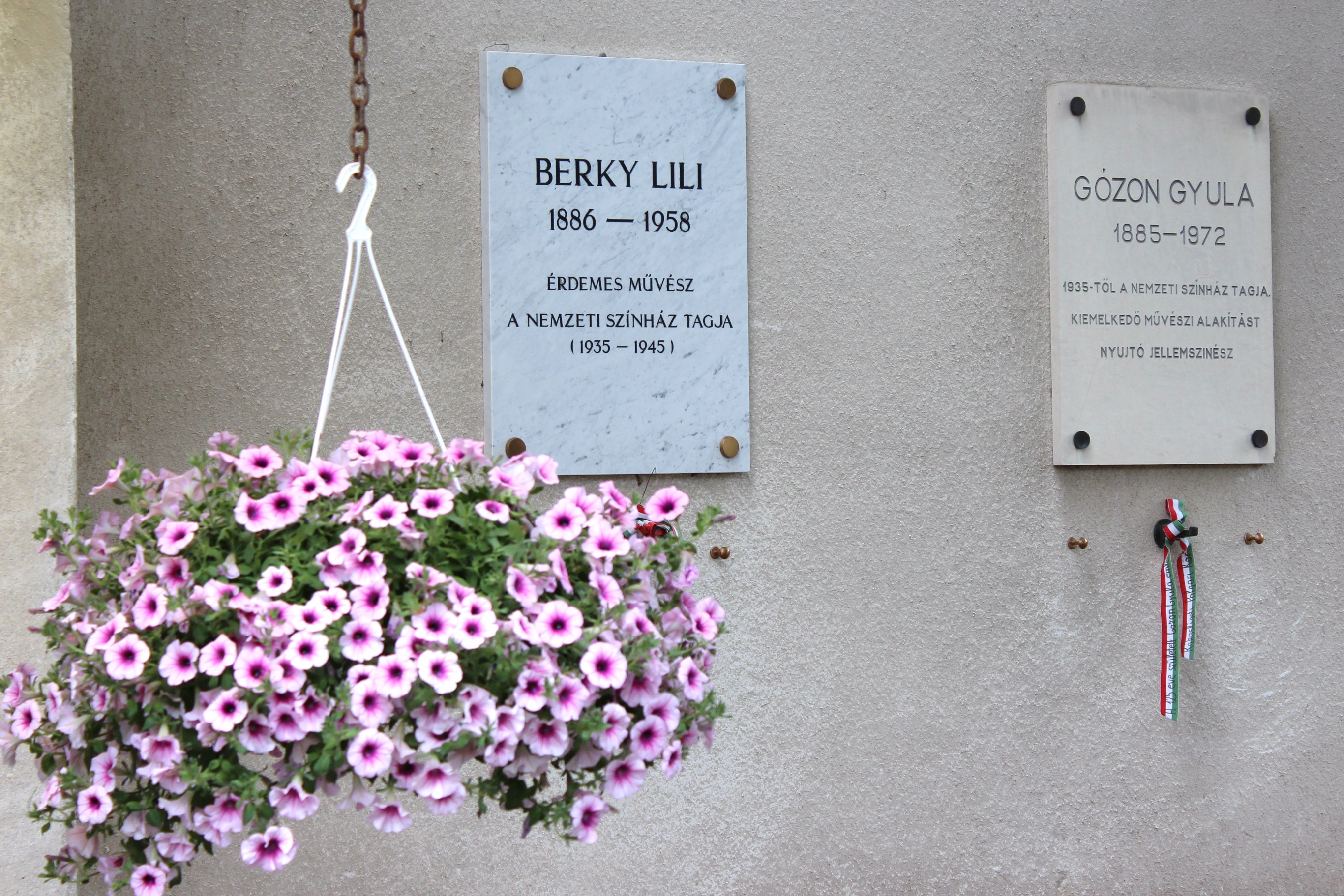
Gózon Gyula Liget sor 40.
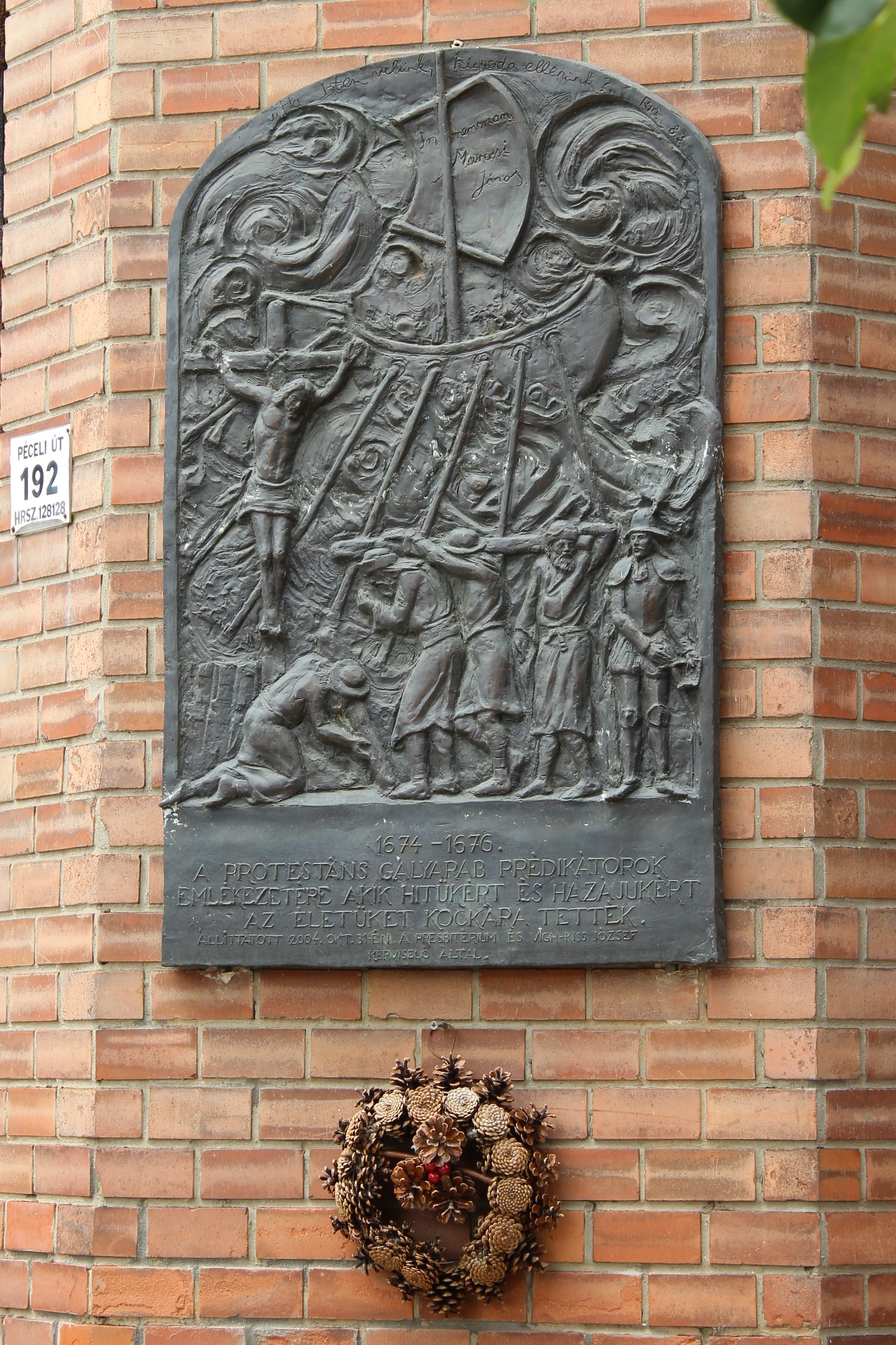
Protestáns gályarab prédikátorok Péceli út 192.
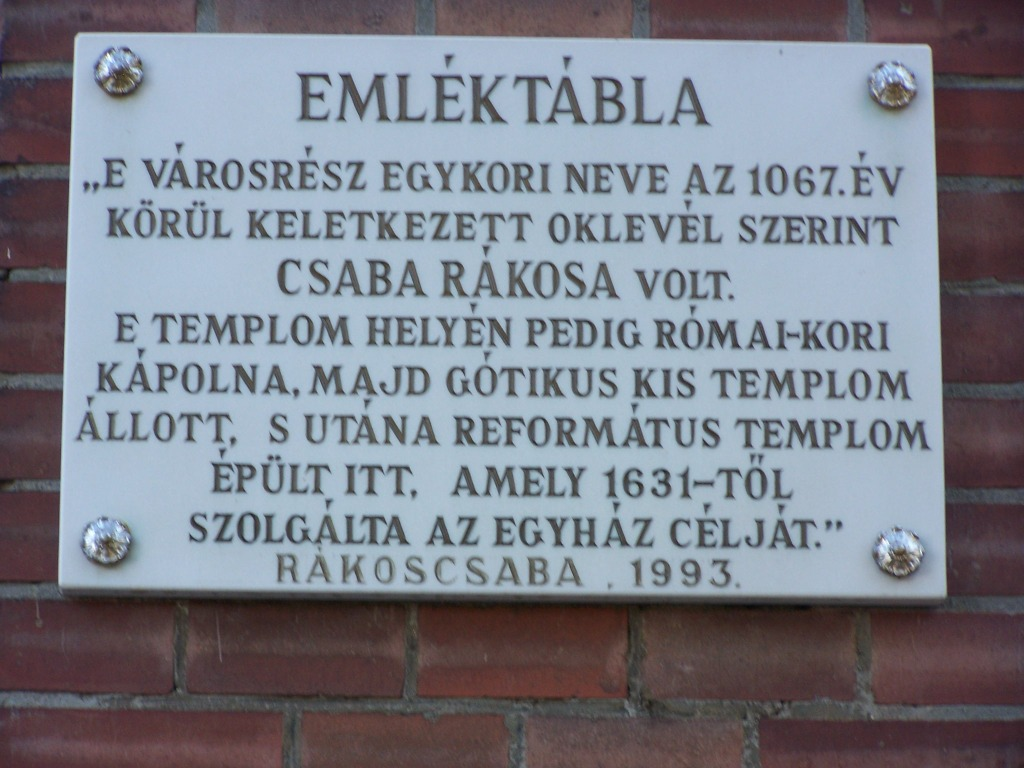
Református templom Péceli út 192.

## Utcaindex
| Hősök tere (9.) Csekovszky Árpád Liget sor (40.) Berky Lili és Gózon Gyula | Péceli út (192.) Protestáns gályarab prédikátorok, Református templom Pesti út (107.) Bulyovszky Gyula |